# Рејнолдсберг (Охајо)
Рејнолдсберг (енгл. Reynoldsburg) град је у америчкој савезној држави Охајо.

## Демографија
По попису из 2010. године број становника је 35.893, што је 3.824 (11,9%) становника више него 2000. године.
| Група             | 2000.          | 2010.          |
| Белци             | 26.946 (84,0%) | 24.457 (68,1%) |
| Афроамериканци    | 3.347 (10,4%)  | 8.374 (23,3%)  |
| Азијати           | 541 (1,7%)     | 656 (1,8%)     |
| Хиспаноамериканци | 578 (1,8%)     | 1.233 (3,4%)   |
| Укупно            | 32.069         | 35.893         |